# Alliance for Progressives
Alliance for Progressives (AP; deutsch etwa: „Allianz für Progressive“) ist eine 2017 in Botswana gegründete Partei. Sie entstand als Abspaltung von der Oppositionspartei Botswana Movement for Democracy (BMD), die bis 2018 dem Wahlbündnis Umbrella for Democratic Change (UDC) angehörte.

## Geschichte
Bei der Wahl 2014 zur Nationalversammlung hatte das Wahlbündnis UDC 17 der 57 Mandate gewonnen. Das BMD, das dem UDC angehört, zerfiel 2017 in zwei Lager. Der Abgeordnete Ndaba Gaolathe verließ daraufhin mit seinen Anhängern das BDM und gründete am 28. Oktober 2017 in Maun die AP.
Bei der Wahl 2019 erhielt sie einen Stimmenanteil von 5,1 % und eines von 57 Mandaten. Gaolathe, der in seinem Wahlkreis verloren hatte, wies ein Angebot von Präsident Mokgweetsi Masisi zurück, einen der sechs von ihm zu vergebenen Abgeordnetensitze zu erhalten.

## Struktur und Politik
Gewählter Präsident ist Ndaba Gaolathe, sein Stellvertreter Wynter Mmolotsi, der seit 2019 als einziger AP-Abgeordneter der Nationalversammlung angehört. Die Partei bezeichnet ihre Politik als „progressiv“.
Die Parteifarbe ist violett.